# Le Tholonet
Ne doit pas être confondu avec le Thoronet.
Le Tholonet (Lou Toulounet en provençal selon la norme mistralienne et Lo Tolonet selon la norme classique) est une commune française, située dans la banlieue est d'Aix-en-Provence, dans le département des Bouches-du-Rhône en région Provence-Alpes-Côte d'Azur. Ses habitants sont appelés les Tholonétiens.

## Géographie

### Localisation
La commune est caractérisée par l'importance des servitudes de protection qui la touchent : décret classant la Route Cézanne, dit décret Malraux, décrets de protection de la montagne Sainte-Victoire, classement du château et de ses abords. En outre, la présence de l'Arc et de la Cause engendre des zones inondables ; celles-ci ont été définies par des études hydrauliques effectuées par la commune en complément de l'Atlas départemental des zones inondables. Enfin, l'autoroute A8 et, dans une moindre mesure, la N7 génèrent des servitudes (zones non aedificandi, loi Barnier).

### Situation
La commune est située aux portes d'Aix-en-Provence, ville de 140 000 habitants, et au pied de la montagne Sainte-Victoire. Elle est parcourue par l'Arc, et l'un de ses affluents la Cause qui longe la D64C. La commune est traversée par la N 7 et l'autoroute A8 ; la desserte à partir de l'A8 est assurée par deux échangeurs proches qui encadrent la commune.
Parallèlement à ces voies, la D 17, dite Route Cézanne, dessert à partir d'Aix, le nord de la commune et les sites touristiques de Sainte-Victoire.

### Climat
Pour des articles plus généraux, voir Climat de Provence-Alpes-Côte d'Azur et Climat des Bouches-du-Rhône.
En 2010, le climat de la commune est de type climat méditerranéen franc, selon une étude du Centre national de la recherche scientifique s'appuyant sur une série de données couvrant la période 1971-2000. En 2020, Météo-France publie une typologie des climats de la France métropolitaine dans laquelle la commune est exposée à un climat méditerranéen et est dans la région climatique  Provence, Languedoc-Roussillon, caractérisée par une pluviométrie faible en été, un très bon ensoleillement (2 600 h/an), un été chaud (21,5 °C), un air très sec en été, sec en toutes saisons, des vents forts (fréquence de 40 à 50 % de vents > 5 m/s) et peu de brouillards. 
Pour la période 1971-2000, la température annuelle moyenne est de 13,7 °C, avec une amplitude thermique annuelle de 16,3 °C. Le cumul annuel moyen de précipitations est de 635 mm, avec 5,3 jours de précipitations en janvier et 1,8 jours en juillet. Pour la période 1991-2020, la température moyenne annuelle observée sur la station météorologique de Météo-France la plus proche, « Vauvenargues », sur la commune de Vauvenargues à 8 km à vol d'oiseau, est de 12,6 °C et le cumul annuel moyen de précipitations est de 738,1 mm. 
La température maximale relevée sur cette station est de 41 °C, atteinte le 28 juin 2019 ; la température minimale est de −12,3 °C, atteinte le 11 février 2012,,. 
Les paramètres climatiques de la commune ont été estimés pour le milieu du siècle (2041-2070) selon différents scénarios d'émission de gaz à effet de serre à partir des nouvelles projections climatiques de référence DRIAS-2020. Ils sont consultables sur un site dédié publié par Météo-France en novembre 2022.

## Urbanisme

### Typologie
Au 1er janvier 2024, Le Tholonet est catégorisée commune rurale à habitat dispersé, selon la nouvelle grille communale de densité à 7 niveaux définie par l'Insee en 2022.
Elle appartient à l'unité urbaine de Marseille-Aix-en-Provence, une agglomération inter-départementale dont elle est une commune de la banlieue,. Par ailleurs la commune fait partie de l'aire d'attraction de Marseille - Aix-en-Provence, dont elle est une commune de la couronne,. Cette aire, qui regroupe 115 communes, est catégorisée dans les aires de 700 000 habitants ou plus (hors Paris),.

### Occupation des sols
L'occupation des sols de la commune, telle qu'elle ressort de la base de données européenne d’occupation biophysique des sols Corine Land Cover (CLC), est marquée par l'importance des forêts et milieux semi-naturels (59,9 % en 2018), une proportion identique à celle de 1990 (59,9 %). La répartition détaillée en 2018 est la suivante : forêts (33,5 %), milieux à végétation arbustive et/ou herbacée (26,4 %), zones agricoles hétérogènes (19,1 %), zones urbanisées (6,9 %), cultures permanentes (6,4 %), terres arables (6 %), zones industrielles ou commerciales et réseaux de communication (1,7 %). L'évolution de l’occupation des sols de la commune et de ses infrastructures peut être observée sur les différentes représentations cartographiques du territoire : la carte de Cassini (XVIIIe siècle), la carte d'état-major (1820-1866) et les cartes ou photos aériennes de l'IGN pour la période actuelle (1950 à aujourd'hui).

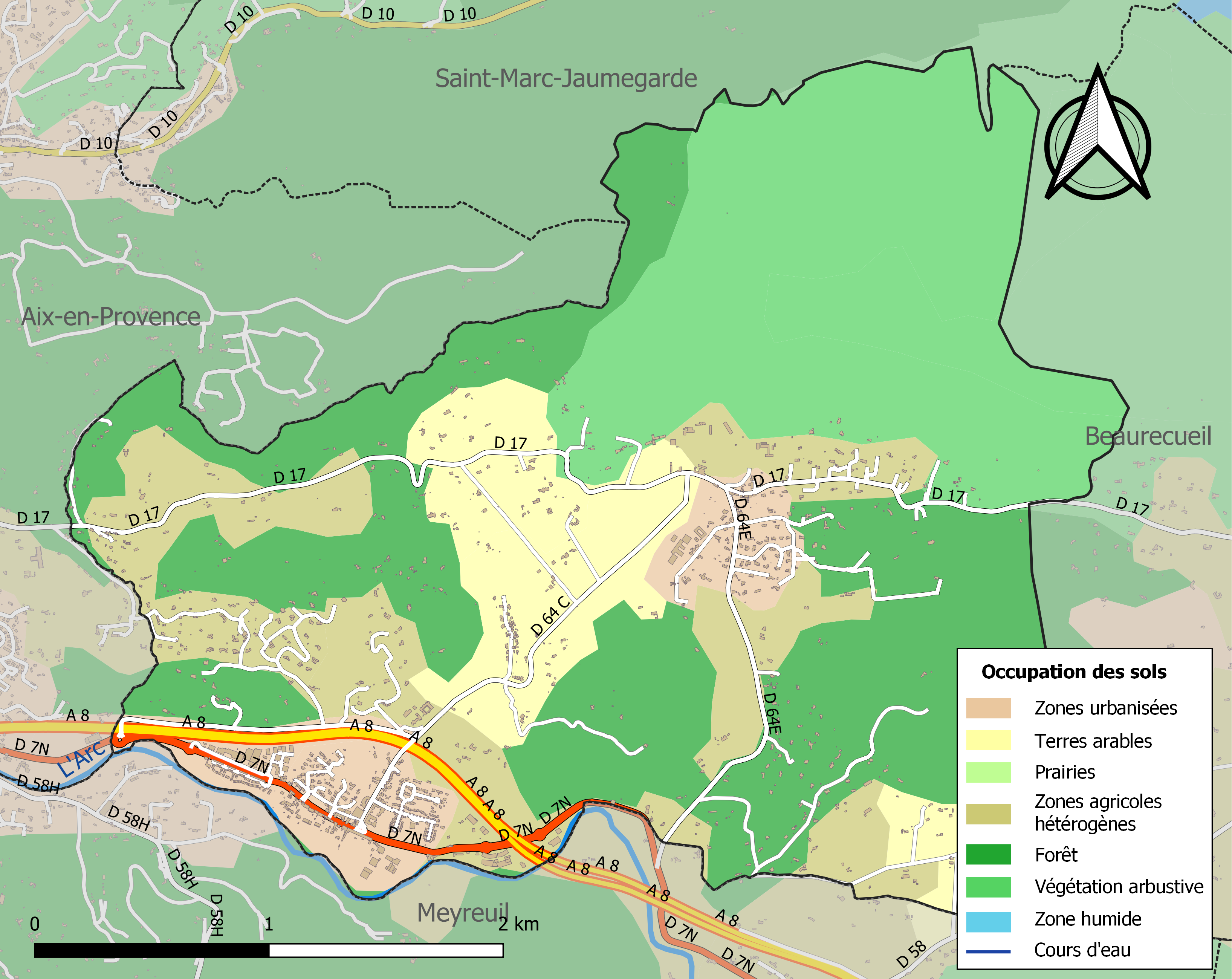
Carte des infrastructures et de l'occupation des sols de la commune en 2018 (CLC).

## Histoire

### Faits historiques
Les plus anciennes traces d'occupation remontent à l'Âge du fer dans les massifs de l'Infernet et des Espinades.
Au lieu-dit de l'Infernet a été signalée au XIXe siècle la présence d'un petit oppidum, nommé « camp de Ragabom » ou « camp de Ratabom », qui consiste en une vaste enceinte bâtie avec de gros blocs. Il n'en reste quasiment plus rien aujourd'hui. Des sondages réalisés en 1979-1980 ont permis la découverte de mobilier daté des Ier et IIe Âges du fer, jusqu'au IIe siècle av. J.-C., période où le site fut le plus peuplé.
Seigneurie des archevêques d'Aix, de Jarente aux XVe siècle et XVIe siècle, d'Albertas aux XVIe siècle et XVIIe siècle, puis de Galliffet de 1637 à la Révolution et encore de 1804 à 1887.

## Politique et administration
| Période                                  | Période      | Identité                    | Étiquette | Qualité |
| ---------------------------------------- | ------------ | --------------------------- | --------- | ------- |
|                                          |              |                             |           |         |
| < 1788                                   | janvier 1789 | Antoine-Laurent-Michel Aude |           |         |
| janvier 1789                             | février 1790 | Jean-François Lieutaud      |           |         |
| Les données manquantes sont à compléter. |              |                             |           |         |

## Population et société
Près de 59 % de la population a moins de 39 ans.
La part des ménages de plus de deux personnes approche les 53 %.
Cette jeunesse est due principalement à l'arrivée de nouveaux ménages sur la période 82/99 (56 % de la population habitaient hors de la commune en 1982).
Si 43 % de la population sont « non actifs » (enfants, femmes au foyer) et 11 % sont retraités, ce qui représente 54 % d'inactifs, taux légèrement inférieur à la moyenne nationale de 57 %. On remarque des différences dans la répartition entre les CSP chez les actifs : 31 % de cadres et commerçants contre 20 % en moyenne en France, 28 % de professions intermédiaires contre 22 % au niveau national, et seulement 22 % d'employés et d'ouvrier contre 53 %. Les CSP supérieures sont donc surreprésentées sur la commune, tandis que les catégories populaires sont sous représentées. On peut également souligner la faiblesse de la représentation de la profession agricole.

### Démographie
L'évolution du nombre d'habitants est connue à travers les recensements de la population effectués dans la commune depuis 1793. Pour les communes de moins de 10 000 habitants, une enquête de recensement portant sur toute la population est réalisée tous les cinq ans, les populations de référence des années intermédiaires étant quant à elles estimées par interpolation ou extrapolation. Pour la commune, le premier recensement exhaustif entrant dans le cadre du nouveau dispositif a été réalisé en 2008.

En 2022, la commune comptait 2 370 habitants, en évolution de +1,11 % par rapport à 2016 (Bouches-du-Rhône : +2,48 %, France hors Mayotte : +2,11 %).
| 1793 | 1800 | 1806 | 1821 | 1831 | 1836 | 1841 | 1846 | 1851 |
| ---- | ---- | ---- | ---- | ---- | ---- | ---- | ---- | ---- |
| 470  | 350  | 489  | 465  | 501  | 514  | 540  | 504  | 602  |

| 1856 | 1861 | 1866 | 1872 | 1876 | 1881 | 1886 | 1891 | 1896 |
| ---- | ---- | ---- | ---- | ---- | ---- | ---- | ---- | ---- |
| 546  | 540  | 508  | 501  | 510  | 506  | 497  | 505  | 513  |

| 1901 | 1906 | 1911 | 1921 | 1926 | 1931 | 1936 | 1946 | 1954 |
| ---- | ---- | ---- | ---- | ---- | ---- | ---- | ---- | ---- |
| 466  | 429  | 383  | 400  | 402  | 415  | 421  | 484  | 592  |

| 1962 | 1968 | 1975  | 1982  | 1990  | 1999  | 2006  | 2008  | 2013  |
| ---- | ---- | ----- | ----- | ----- | ----- | ----- | ----- | ----- |
| 720  | 953  | 1 137 | 1 186 | 2 004 | 2 259 | 2 237 | 2 227 | 2 313 |

| 2018  | 2022  | - | - | - | - | - | - | - |
| ----- | ----- | - | - | - | - | - | - | - |
| 2 267 | 2 370 | - | - | - | - | - | - | - |

La population est estimée actuellement à 2 267 habitants.
Elle se répartit entre trois centres urbains d'inégale importance et un habitat dispersé ; les trois centres urbains sont par ordre d'importance : Palette, qui accueille environ la moitié de la population de la commune ; le vieux village et le hameau des Artauds.
La démographie est caractérisée pour l'essentiel par :
- Une évolution lente sur la période 60-80 (+20 habitants par an)
- Une progression rapide dans la période 82-90 (+100 habitants par an)
- Qui s'est ralentie ensuite, estimée à +30 habitants par an.

### Manifestations culturelles et festivités
La paroisse du Tholonet est placée sous la protection de la Sainte croix. La fête votive liée à cette commémoration était située le 3 mai. Ce jour-là était autrefois chômé sur l'ensemble du territoire de la commune. Mais pour des raisons de commodités liées à l'instauration de la fête nationale du travail, la fête votive prit place le premier mai.

### Personnalités liées à la commune
- François Zola (ingénieur des Travaux Publics et père du célèbre écrivain) a construit le barrage qui porte son nom sur la commune du Tholonet. Ce barrage était destiné à alimenter en eau la ville voisine d'Aix-en-Provence.
- Émile Zola (écrivain et ami d'enfance de Paul Cézanne) situe au hameau des Artauds l'action du roman La Faute de l'abbé Mouret (l'un des épisodes de la saga romanesque intitulé Les Rougon-Macquart).
- Paul Cézanne qui venait peindre au Tholonet et aux alentours, par la route Cézanne (Montagne Sainte-Victoire, château Noir du Tholonet, cabanon de Cézanne des carrières de Bibémus ; voir vue du Domaine Saint-Joseph...), déjeunait fréquemment au restaurant Berne (aujourd'hui relais Cézanne).
- Paulin Cheilan a publié en feuilleton dans Le Mémorial d'Aix, entre 1896 et 1901, La monographie du Tholonet. Ses articles sur le Tholonet sont réécrits, compilés et publiés aux Presses du Midi par Philippe F. Bernascolle sous le titre Histoire du Tholonet[16].
- Georges Duby, historien du Moyen Âge et membre de l'Académie française, est enterré au cimetière du Tholonet.
- Merleau-Ponty, philosophe français, a vécu trois mois dans la maison du peintre Francis Tailleux pendant l'été 1960, et y a rédigé l'œil et l'esprit, dernier ouvrage publié de son vivant[22].
- André Masson, artiste surréaliste, travailla dans son atelier près des Cigales et repose avec son épouse au cimetière du Tholonet.
- Jacqueline de Romilly membre de l'Académie française a écrit Sur les chemins de Sainte-Victoire, éditions de Fallois (2001).
- François Aubrun, peintre, a vécu et travaillé près de cinquante ans à Saint-Joseph, près de Château Noir.
- Jean Mégard, peintre et sculpteur, a vécu et travaillé près de soixante ans aux Artauds. Il a entre autres créé le mobilier liturgique de la cathédrale d'Aix-en-Provence (inauguré en l'an 2000).

### Héraldique
| Armes du Tholonet | Les armes peuvent se blasonner ainsi : D'azur à une fasce d'or, coupé d'or à un ours d'azur. |

## Culture et patrimoine
- La route Cézanne empruntée par le peintre Paul Cézanne pour venir peindre les alentours (site classé depuis 1959)
- Église Sainte-Croix du Tholonet.
- Le château du Tholonet a été construit par Guigonet et son fils Jean de Jarente vers 1470. Alexandre de Galliffet restaure entièrement le château dans les années 1640. Celui-ci, qui avait acheté le domaine à la famille d'Albertas, en 1637, était président au Parlement d'Aix[16]. Son petit-fils Louis-François fit construire (à l'est du corps central) un théâtre pour sa maîtresse Émilie de Marignane, la femme du célèbre orateur Mirabeau. Du même côté une scierie (aujourd'hui disparue), alimentée par une roue à aubes, débitait le marbre du Tholonet plus connu sous le nom de Brêche d'Alep. Ce marbre, qualifié de royal car utilisé par les rois de France, était extrait de la carrière de Roques Hautes. On le retrouve dans la plupart des riches hôtels particuliers Aixois et évidemment dans les plus célèbres châteaux du royaume de France (sous forme de dallages, cheminées, dessus de commodes, chambranles, colonnes, baignoires, mortiers et objets divers, etc). De même en bordure de la départementale un moulin à huile, actionné également par une roue à aubes et dont les presses sont calées sous un mur de force ou mur poids, écrasait les olives des nombreuses oliveraies de la contrée. De nos jours ce domaine, qui est la propriété de la Société du canal de Provence, ne se visite que sur invitation.
- Vestiges de l'aqueduc romain chargé d'amener l'eau de Saint-Antonin à Aix-en-Provence. Cet aqueduc, traversant notamment le ravin de la Cause (d'où l'appellation "barrage romain" du vestige à cet endroit, contredit dès le XIXe siècle par les observations de François Zola concepteur du barrage portant son nom[23]) et long d'une quinzaine de kilomètres, avait un débit proche de 80 litres par seconde. Il était l'un des quatre desservant Aquae Sextiae Salluviorum, nom originel d'Aix la romaine. Le peintre aixois Jean-Antoine Constantin en a fait des croquis conservés à la bibliothèque Méjanes d'Aix[15].
- Ancien moulin à vent, réhabilité et restauré. Aujourd'hui reconverti en lieu d'exposition, il reçoit des peintres ou des sculpteurs.
- La via Aurelia (l'une des principales voies de l'Empire romain) présente de nombreuses traces de son parcours en bordure sud de la commune.

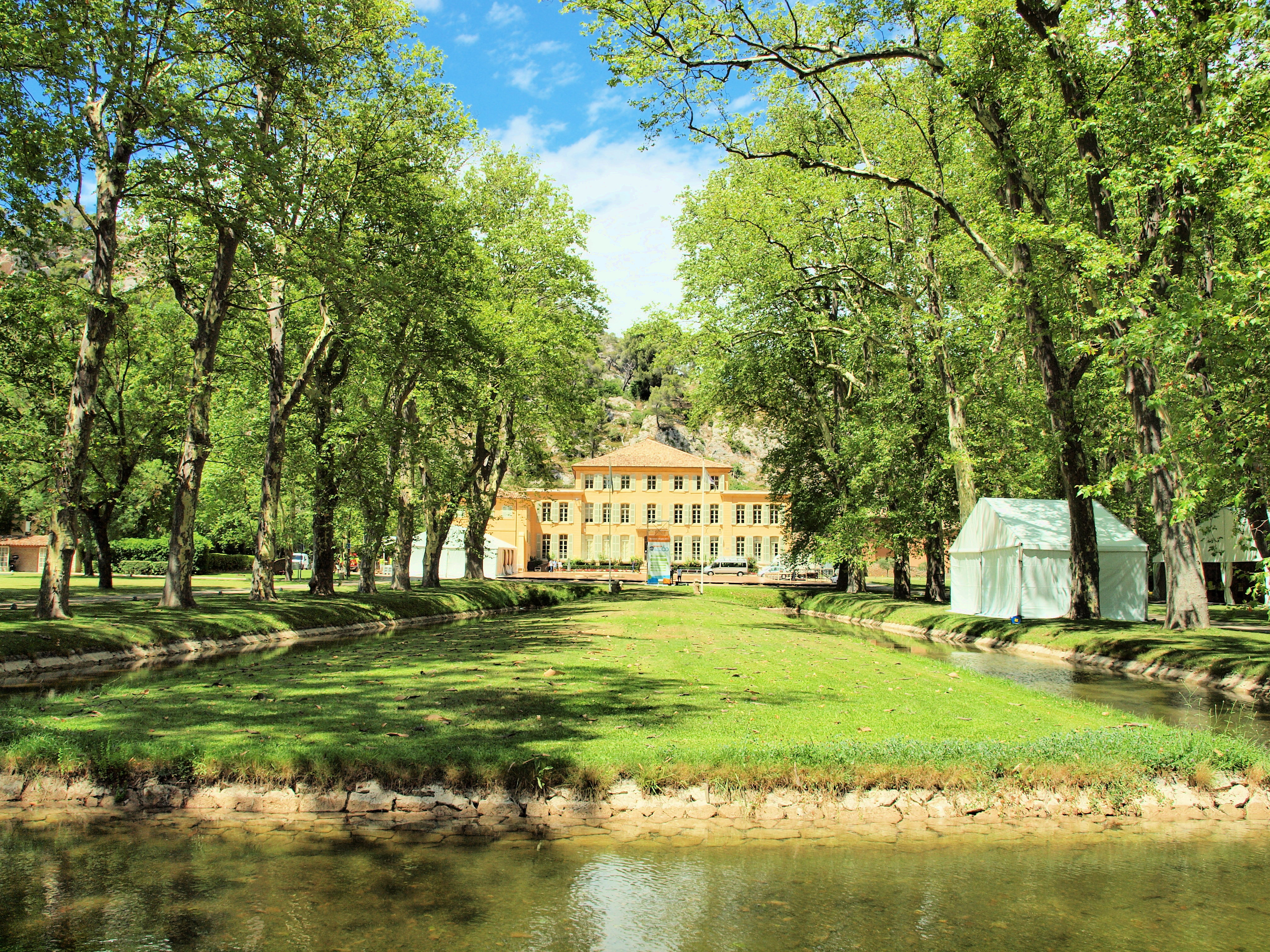
Le château du Tholonet, siège de la Société du canal de Provence.
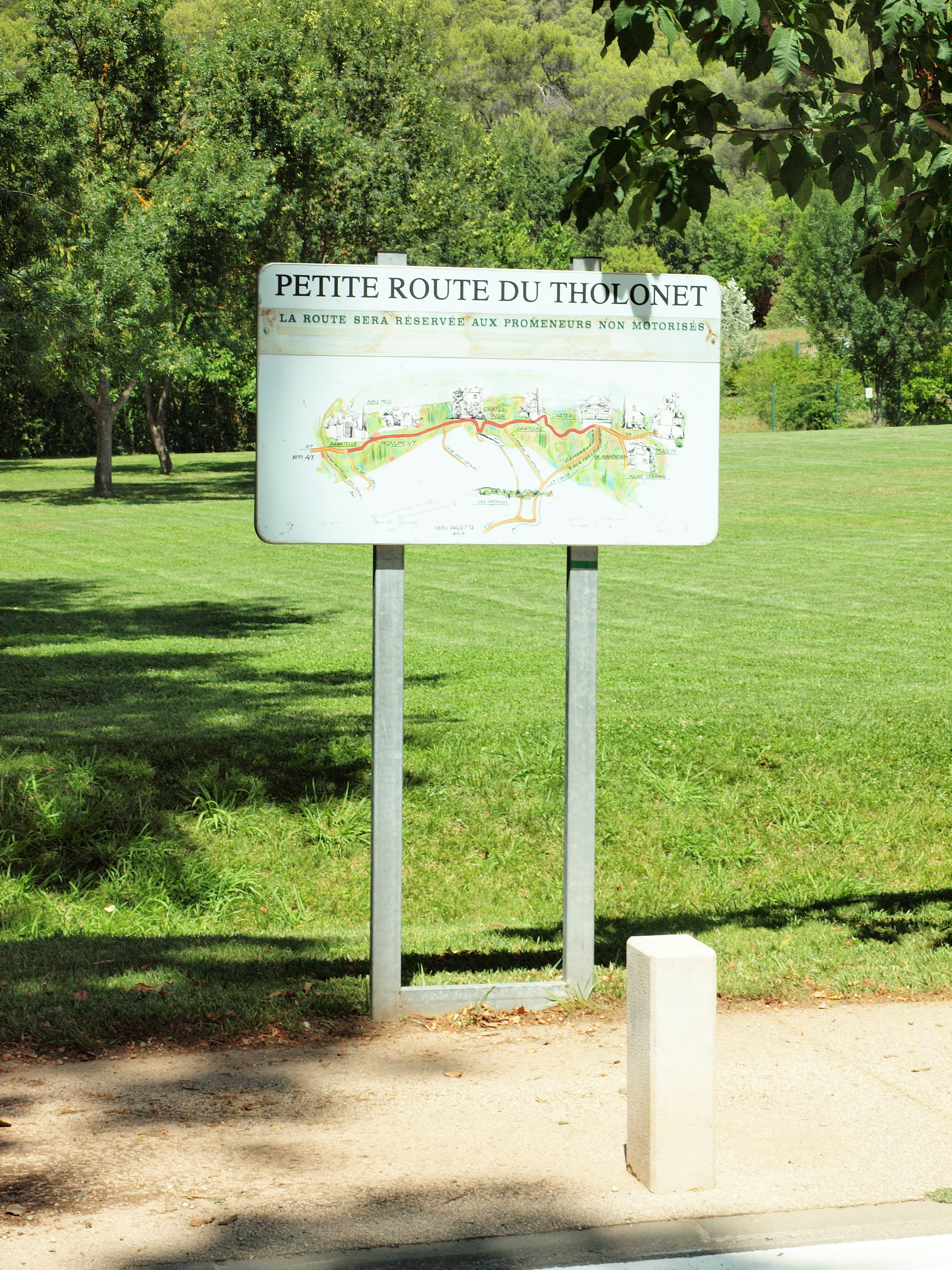
Route Cézanne.